# Jim Holstein
James H. Holstein, detto Jim (Hamilton, 24 settembre 1930 – Bradenton, 16 dicembre 2007), è stato un cestista e allenatore di pallacanestro statunitense, professionista nella NBA.

## Carriera
Venne selezionato dai Minneapolis Lakers nel Draft NBA 1952.

## Palmarès

### Giocatore
- Campionato NBA: 2

Minneapolis Lakers: 1953, 1954